# 텍사스 대학교 오스틴

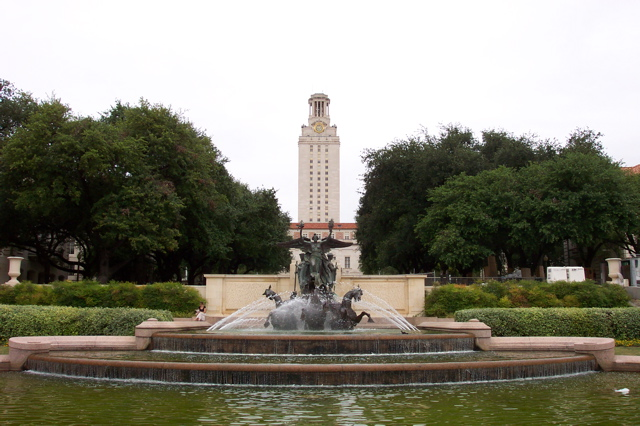
텍사스 대학교 오스틴

텍사스 대학교 오스틴(The University of Texas at Austin, UT Austin, UT 오스틴)은 미국 텍사스주 오스틴에 있는 주립 대학교로서, 오리지널 퍼블릭 아이비이자 뉴 아이비 대학으로 꼽힌다.

## 캠퍼스
텍사스 대학교 시스템을 대표하는 플래그십(flagship) 대학교인 UT 오스틴의 메인 캠퍼스는 오스틴시(市) 중심지에 있는 텍사스주(州) 의사당을 위시한 정부 청사 단지에 인접한 431에이커(1.74 km2) 부지에 위치해 있다. UT 오스틴 캠퍼스는 7개의 박물관과 17개의 도서관 및 J. J. Pickle Research Campus, McDonald Observatory 등 여러 연구 기관을 포괄하는, 그야말로 거대한 연구단지를 형성하고 있다. 

## 연구·교육
1883년에 설립된 UT 오스틴은 학부와 대학원 모두에서 전국적으로 종합적인 강세를 보인다. 학부와 대학원에 걸쳐 100개 이상의 분야에서 학사 학위를 수여하고, 170개 분야에서 석사 및 박사 학위를 수여한다.  
미국과 캐나다 등 북미의 선도적 연구중심대학들의 연합체인 미국 대학 협회(Association of American Universities)에는 1929년에 가입하였으며, 국제적으로 공인된 카네기 분류에 의거하여 전미 최상위 연구중심대학을 뜻하는 Carnegie Tier One (R1)에 속하여 최고 수준의 연구 활동을 펼치고 있다. 2023년 연구비 지출 총액이 연간 10억 6천만 달러(USD 1.06 billion)에 달하는 등 전미 최상급 R&D 투자 규모를 가지고 있다. 
UT 오스틴 강의실과 연구실에서는 노벨상, 퓰리처상, 울프상 등 각 분야 최고 권위의 상 수상자를 비롯한 저명한 학자 및 각계 탁월한 전문가들이 후학 양성에 힘쓰고 있다.

## 구성
UT 오스틴은 다음과 같이 총 18개의 단과대학 및 대학원으로 구성되어 있다:
- 간호대학(School of Nursing)
- 건축대학(School of Architecture)
- 교육대학(College of Education)
- 대학원(Graduate School)
- 맥콤스 경영대학(McCombs School of Business)
- 무디 커뮤니케이션대학(Moody College of Communication)
- 법학전문대학원(School of Law)
- 스티브힉스 사회사업대학(Steve Hicks School of Social Work)
- 약학대학(College of Pharmacy)
- LBJ 공공정책대학(LBJ School of Public Affairs)
- 예술대학(College of Fine Arts)
  - 버틀러 음악대학(Butler School of Music)
- 의과대학(Dell Medical School)
- 인문대학(College of Liberal Arts)
- 자연과학대학(College of Natural Sciences)
- 잭슨 지학대학(Jackson School of Geosciences)
- 정보대학(School of Information)
- 코크렐 공과대학(Cockrell School of Engineering)
- 학부대학(School of Undergraduate Studies)

## 스포츠
UT 오스틴의 스포츠팀은 롱혼즈(Longhorns)로, 2024년 7월 1일자로 NCAA Division I의 Southeastern Conference (SEC) 리그에 합류했다. 지금까지 NCAA Division I 미식축구 내셔널 챔피언십 우승 4회를 포함하여, 성별을 막론하고 농구, 야구, 골프, 테니스, 육상, 배구, 수영 등 수많은 종목에서 우승 기록을 보유하고 있다. 2021년 현재, 재학생 및 동문 등 UT 오스틴 출신 선수들은 155개의 올림픽 메달을 수상했다. 2002년 미국 유명 스포츠 잡지인 《스포츠 일러스트레이티드》는 UT 오스틴을 미국 최고의 스포츠 대학으로 꼽았다.